# 天神橋 (越辺川)
天神橋（てんじんばし）は埼玉県坂戸市大字赤尾と同県比企郡川島町大字吹塚の間を流れる越辺川に架かる、埼玉県道74号日高川島線の道路橋である。

## 概要
現行の橋は1978年（昭和53年）に架けられたもので、越辺川の終点からおよそ4.8 kmの地点に架かる橋長218.1メートル、総幅員10.5メートル、有効幅員9.8メートル（車道7メートル、歩道2メートル）最大支間長43.6メートルの5径間鋼合成鈑桁橋である。歩道は下流側のみに設置されている。両側の取り付け道路（アプローチ区間）の斜路は盛土で、右岸側は362メートル、左岸側は274.4メートルとなっている。堤防天端の道路は左岸上流側のみアクセス不能となっている。
東武バスウエストの路線バスの経路（若01系統）に指定されている。最寄りのバス停留所は川島側にある吹塚新田バス停で、坂戸側には天神橋下バス停もある。越辺川における水位の測定地点（天神橋水位観測所）のひとつである。また、埼玉県の第二次緊急輸送道路に指定されている。

## 歴史
明治時代初期頃にはこの場所に橋は架けられず、いつから存在していたか定かではないが「天神の渡し」と称される渡船場が設けられていた。
明治初年の古文書（林家文書）に「渡船賃銭書上」や「造船届」などがあり、遅くとも明治初年頃までには存在していて、通行料が必要な渡船場と思われる。『武蔵国郡村誌』赤尾村の項によると、坂戸道に属する船1艘を有する私渡と記されている。
大正初期に木橋（後の冠水橋）が低水路（河道）に架けられ、渡船場は廃止された。渡船場の遺構や痕跡は残存している。川では西川材の筏流しが行なわれていて、筏を橋に引っ掛けてしまい、弁償金を払ったという伝承もあった。開通当時は入間郡勝呂村と比企郡中山村の間を結ぶ橋であったが、所謂昭和の大合併により、1954年（昭和29年）7月1日に勝呂村が坂戸町に、同年11月3日に中山村が川島村にそれぞれ発足した。
冠水橋の老朽化に伴い、現在の橋となる永久橋への架け替えに着手、冠水橋のすぐ川上側の位置に架設されることとなった。1973年（昭和48年）11月8日に工事の着工が行なわれ、1978年（昭和53年）完成、総工費は6億9000万円であった。開通式は1978年（昭和53年）12月26日に挙行された。
旧橋は撤去されたが、ヘアピン状の線形の取付道路は河川敷に降りる道として両岸側ともに残されている。

## 周辺
左岸側は八幡団地などの住宅地や耕作地で、南東に少し離れた場所に工業団地（川島工業団地）がある。右岸側は川沿いの自然堤防上に民家などがあり集落を形成している以外は水田地帯である。橋の左岸上流側の堤防に彼岸花の群生地がある。橋の下流側堤外地にはビオトープが整備されている。
- 八幡神社 - 双体道祖神（川島町指定文化財）がある。
- 金山彦神社
- 諏訪神社
- 光勝寺
- 赤尾薬師堂
- 赤尾中央集会所
- 吹塚浄水場
- 天神橋水位観測所

## 隣の橋
- 越辺川

（上流） - 赤尾落合橋 - 越辺川水管橋 - 天神橋 - 八幡橋 - 越辺川橋 - （下流）